# Pellatispirella
Pellatispirella es un género de foraminífero bentónico de la subfamilia Elphidiinae, de la familia Elphidiidae, de la superfamilia Rotalioidea, del suborden Rotaliina y del orden Rotaliida. Su especie tipo es Camerina matleyi. Su rango cronoestratigráfico abarca el Luteciense (Eoceno medio).

## Clasificación
Pellatispirella incluye a las siguientes especies:
- Pellatispirella antillea †
- Pellatispirella matleyi †